# Hypolimnas euvaristos
Hypolimnas euvaristos är en fjärilsart som beskrevs av Hans Fruhstorfer 1912. Hypolimnas euvaristos ingår i släktet Hypolimnas och familjen praktfjärilar. Inga underarter finns listade i Catalogue of Life.